# Büdlicherbrück

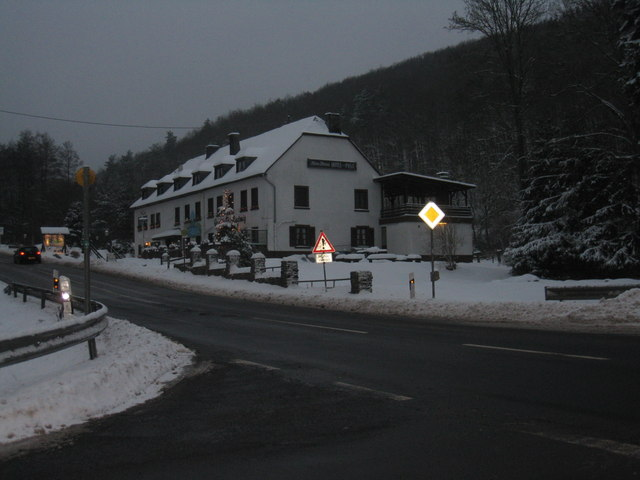
Hotel Zur Post (2010)

Büdlicherbrück ist ein Ort im Tal der Kleinen Dhron im Hunsrück in Rheinland-Pfalz.
Er gehört teilweise zur Gemeinde Naurath (Wald), Landkreis Trier-Saarburg, und teilweise zur Gemeinde Büdlich, Landkreis Bernkastel-Wittlich.
Die L 150 von Fell nach Thalfang und die K 138 in Richtung Büdlich führen dort über die Kleine Dhron. Die L 148 von Trittenheim nach Reinsfeld kreuzt bei Büdlicherbrück in Nord-Süd-Richtung die L 150.
Das Forstrevier Büdlicherbrück im Bereich des Forstamtes Hochwald ist zuständig für die forstlichen Belange der Gemeinden Berglicht, Breit, Büdlich, Detzem, Heidenburg, Naurath, Schönberg und Horath.

## Geschichte
Nach Meyers Orts- und Verkehrslexikon gehörte Büdlicherbrück 1912/1913 zu Naurath/Wald (Bürgermeisterei Beuren, Landkreis Trier). Das Forsthaus Büdlicherbrück (Mordbach) hatte 10 Einwohner und das Gasthaus Büdlicherbrück 6 Einwohner. Es gab dort eine Poststelle.
Das Hotel-Restaurant Zur Post an der Kreuzung Büdlicherbrück wurde 2014 abgerissen.